# هنري كينغ (قسيس)
هنري كينغ (بالإنجليزية: Henry King)‏ (و. 1592 – 1669 م) هو قسيس بريطاني، ولد في ورمينال، توفي في تشيتشستر، عن عمر يناهز 77 عاماً.

## مناصب
تولى منصب أسقف تشستر
.

## التعليم
تعلم في مدرسة وستمنستر
.

## روابط خارجية
- هنري كينغ على موقع ميوزك برينز (الإنجليزية)
- هنري كينغ على موقع ديسكوغز (الإنجليزية)